# Волавље
Волавље (словен. Volavlje) је насељено место у оквиру градске општине Љубљана, Средњесловенска регија, Словенија.

## Историја
До територијалне реорганизације у Словенији било је у саставу града Љубљане, односно старе општине Мосте-Поље.

## Становништво
На попису становништва из 2021. године, Волавље је имало 196 становника.
| Број становника према пописима | Број становника према пописима | Број становника према пописима | Број становника према пописима |
| ------------------------------ | ------------------------------ | ------------------------------ | ------------------------------ |
| 1991                           | 2002                           | 2011                           | 2021                           |
| 116                            | 150                            | 177                            | 196                            |

Напомена: Године 2012. извршена је мања територијална размена између насеља Волавље и Згорња Бесница. Године 2016. извршена је мања размена територија између насеља Волавље, Згорња Бесница, Подмолник и Шентпавел.

## Галерија
- куће
- пејзаж
- табла
- коњи